# Karel Fialka
Karel Francis Fialka (geb. 1947 in Bengalen, Indien) ist ein britischer Sänger und Songschreiber.

## Leben
Er wurde im indischen Bengalen als Kind eines tschechischen Vaters und einer schottischen Mutter geboren. Als Dichter und Straßenkünstler verdingte er sich in Großbritannien, bevor er sich Ende der 1970er Jahre der Musik zuwandte. Mit The Eyes Have It hatte er 1980 einen Achtungserfolg, der es bis in die britischen Charts schaffte und der frühen New-Wave-Musik zuzurechnen ist. Sein Debütalbum Still Life brachte zwar noch zwei weitere Singles hervor, aber den Erfolg konnte er nicht wiederholen und so wurde es wieder ruhiger um ihn.
Abgesehen von einer Single 1983 geschah jahrelang nichts, bis er 1987 mit dem zweiten Album Human Animal herauskam. Es enthielt seinen größten Hit Hey Matthew, der international erfolgreich war und neben Platz 9 in Großbritannien auch die Top 20 in Deutschland und der Schweiz erreichte.
Das Lied ist eine kritische Hinterfragung des Einflusses, den das Fernsehen auf die Kinder hat. Es handelt von dem kleinen Matthew, der seinem Vater aufzählt, was er so alles im Fernsehen zu sehen bekommt und dabei fallen zahlreiche prominente Serien der 1980er Jahre wie Dallas, Der Denver-Clan, Tom und Jerry, Daffy Duck, Rambo und Das A-Team. Und der besorgte Vater fragt daraufhin, was sein Sohn mal werden wolle. Der Junge nennt als Antwort unter anderem Soldat, Polizist, Arzt und Pilot. Und der letzte Satz lautet: “It’s all a game - I hope.” (Es ist alles nur ein Spiel – hoffe ich). Neben dem ruhigen Gesang von Karel Fialka und den gesprochenen Antworten des etwa sechsjährigen Matthew ist vor allem eine kurze Synthesizermelodie markant.
Nachdem auch das zweite Album und weitere Singleauskopplungen ihm keinen nachhaltigen Erfolg bescherten, zog er sich nach Nordschottland zurück. Er begann seine Zusammenarbeit mit Paul Roberts von Sniff ’n’ the Tears. Gemeinsam nahmen sie ein Folkalbum auf, das nach dem Erscheinen 1997 allerdings wenig Aufmerksamkeit erregte. Daneben war er auch als Songschreiber tätig, unter anderem war er 2001 als Co-Autor bei Roberts' Neuauflage von Sniff ’n' The Tears dabei. Später wiederum war bei neuen Songaufnahmen von Fialka Paul Roberts als Gastsänger beteiligt.
2009 veröffentlichte Fialka sein drittes Album Film Noir, das auf 500 Stück limitiert ist und über seine Homepage zum Preis von 100 Britischen Pfund verkauft wird. Gleichzeitig gibt es aber auch die Möglichkeit, das Album für 10 Pfund im MP3-Format zu erwerben.

## Diskografie
Alben
- 1980: Still Life
- 1988: Human Animal
- 2009: Film Noir
- 2016: Peace v War[3]

Singles
- 1980: Armband (The Mystery Song)
- 1980: The Eyes Have It
- 1980: File In Forget
- 1983: Eat, Drink, Dance, Relax
- 1987: Hey, Matthew
- 1987: Eat, Drink, Dance, Relax (Re-release)
- 1988: You Be The Judge
- 2006: Im Gay And That’s Ok[3]